# أزيد البوتاسيوم
أزيد البوتاسيوم هو مركب كيميائي صيغته KN3، ويوجد على شكل بلورات عديمة اللون. يصنف المركب كيميائياً من الأزيدات.

## التحضير
يحضر المركب من تفاعل حمض الهيدرازويك مع هيدروكسيد البوتاسيوم:
{\displaystyle {\ce {HN3 + KOH -> KN3 + H2O}}}
كما يمكن أن تتم عملية التحضير انطلاقاً من كربونات البوتاسيوم:
{\displaystyle {\ce {K2CO3 + 2HN3 -> 2KN3 + CO2 ^ + H2O}}}

## الخواص
يوجد المركب في الشروط القياسية على شكل بلورات عديمة اللون، ذات انحلالية جيدة في الماء والإيثانول، لكنه لا ينحل في الإيثر.
يتفكك المركب بالتسخين وفق المعادلة:
{\displaystyle {\ce {2KN3 -> 2K + 3N2 ^}}}

## احتياطات الأمان
للمركب خواص سامة وانفجارية لذا ينبغي التعامل معه بحرص. تعود سمية الأزيدات إلى مقدرتها على تثبيط سيتوكروم سي أكسيداز.